# Presidente de Chad
El presidente de la República de Chad (en francés: Président de la République du Tchad) es el jefe del Estado de la República de Chad; el cargo personifica y simbolizar la unidad nacional. Ostenta el cargo de Comandante en jefe de las Fuerzas Armadas chadianas. Es un cargo elegido por sufragio directo y entre sus funciones esta velar por el respeto a la Constitución. 
Proporciona a través de su arbitraje el funcionamiento regular de los poderes públicos y la continuidad de las autoridades del Estado. Es el garante de la independencia, la soberanía y la unidad nacional, la integridad territorial y la observancia de los tratados y acuerdos internacionales. El poder ejecutivo es ejercido por el presidente de la República y el Gobierno. 

## Historia de la Presidencia

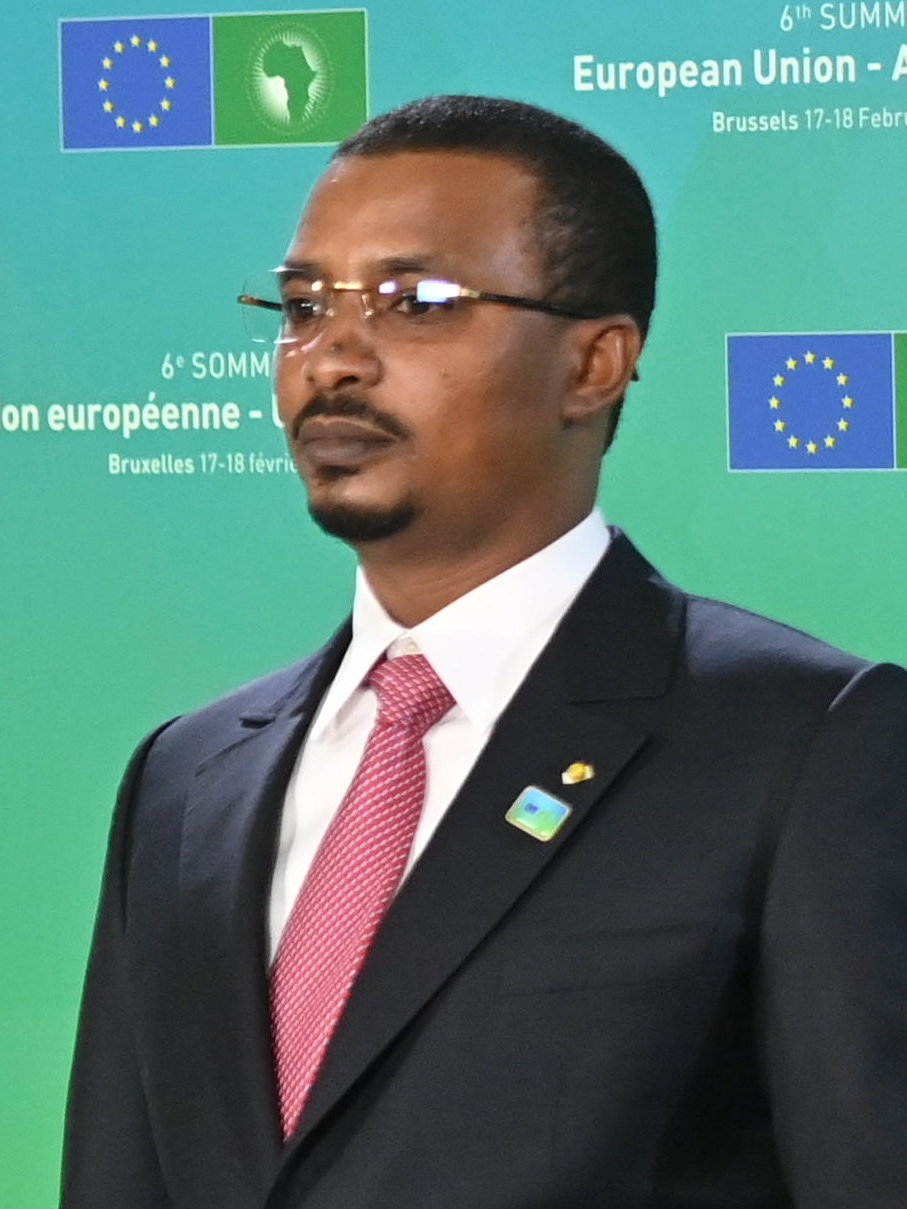
Los días 17 y 18 de febrero de 2022, Ursula von der Leyen, presidenta de la Comisión Europea, participó en la sexta Cumbre Unión Europea-Unión Africana, titulada Una visión conjunta para 2030, bajo la copresidencia de Charles Michel, presidente del Consejo Europeo, y Macky Sall, presidente de la República de Senegal y presidente de la Unión Africana.

La primera presidencia del país recayó en François Tombalbaye (1960-1975), quien ya había ejercido el cargo de primer ministro en la república autónoma de Chad, englobada dentro de la Comunidad Francesa. Dos años más tarde, Tombalbaye disolvió los partidos de oposición y estableció un sistema unipartidista. El mandato autocrático de Tombalbaye y su mala administración generaron tensiones entre las distintas etnias del país y en 1965 los musulmanes comenzaron una guerra civil.  El resultado de esta crisis interna fue el golpe de Estado militar que derrocó al presidente Tombalbaye. El líder del golpe, Noël Milarew Odingar, dirigió el país de forma interina hasta su sustitución por Félix Malloum como líder de un Consejo Militar Superior, una Junta militar de nueve miembros. En 1978 Malloum asumió la presidencia efectiva del país. 
La guerra civil chadiana enfrentó a varios grupos rebeldes (apoyados por la Libia de Muammar al-Gaddafi y la URSS) y las fuerzas gubernamentales (apoyados por Estados Unidos y Francia), pero estos bandos no formaban un frente común, así, en 1977 uno de los líderes del FROLINAT, Hissène Habré, pactó su participación en el gobierno chadiano. Sin embargo, la debilidad de esta alianza desembocó en la ruptura entre ambos y la dimisión del presidente. 
Uno de los rebeldes, Goukouni Oueddei, fue instalado como jefe de Estado interino el 23 de marzo de 1979. Fue aclamado presidente del Gobierno Transicional de Unidad Nacional (GUNT) que buscaba la reconciliación entre las facciones en conflicto. Rivalidades personales (especialmente entre los otrora aliados Oueddei y Habré) limitaron la efectividad del gobierno y contribuyeron a la precepción de Oueddei como un indeciso títere del líder libio Muammar al-Gaddafi. El GUNT fue derrocado el 7 de junio por los leales a Habré. Oueddei voló hacia el exilio en Argelia.
El nuevo presidente, Hissène Habré, estableció una dictadura personalista (1982-1990), persiguiendo a opositores políticos y con continuas violaciones de los derechos humanos. La pérdida apoyos occidentales debilitó el gobierno y agudizó los enfrentamientos étnicos. Esto provocó que las tropas de Idriss Déby, enfrentado al presidente Habré, tomaron la capital el 2 de diciembre de 1990. 
La presidencia de Déby ha sido la más larga de la historia de Chad imponiéndose en seis elecciones presidenciales. Déby intentó reconciliar a los grupos rebeldes y reintrodujo el sistema multipartidista. Por medio de un referéndum los chadianos aprobaron una nueva constitución y en 1996, Déby ganó las elecciones presidenciales. En 2001 ganó de nuevo para un periodo de cinco años. La explotación del petróleo comenzó en el 2001, trayendo consigo esperanzas de que Chad tuviera oportunidad de alcanzar la paz y prosperidad. Sin embargo, los conflictos internos empeoraron y estalló una nueva guerra civil con dos intentos (2006 y 2008) de tomar la capital por parte  de los rebeldes en . Unilateralmente, Déby modificó la constitución para abolir el máximo de dos periodos para cada presidente, lo que ocasionó controversia entre los civiles y los partidos de oposición. De esta forma, en 2006 Déby ganó por tercera vez las elecciones presidenciales. En 2006 y en 2008 los rebeldes intentaron tomar de manera violenta la capital del país, sin éxito. Bajo su presidencia se mantuvo una política exterior activa con intervenciones en conflictos internos de Malí o República Centroafricana, la lucha contra Boko Haram en Níger y Nigeria, el restablecimiento de relaciones con Israel o una estrecha colaboración con Francia pese al incidente de El Arca de Zoé (2007).
Fue precisamente en una de estas intervenciones militares, concretamente contra el Frente para la Alternancia y la Concordia en Chad (FACT) en la ofensiva en el norte del país que el presidente Déby falleció como consecuencias de las heridas recibidas en un combate. El día anterior se había confirmado su victoria en las elecciones del 11 de abril, que habría dado paso a su sexto mandato. Su hijo Mahamat Déby Itno fue elegido jefe del Consejo Militar de Transición, que suspendió la constitución de 2018, para después, en octubre, ser nombrado jefe de Estado de transición.

## Elección
El presidente de la República, según la constitución del país (2018) en sus artículos 66, es elegido por sufragio universal directo a través de elecciones presidenciales que podrá desarrollarse en una (si una candidatura no alcanza más del 50% de los votos) o dos vueltas. Para ser elegido los candidatos deben cumplir una serie de condiciones recogidas en el artículo 67: tener nacionalidad chadiana exclusiva y de padres chadianos; tener como mínimo 45 años el día de la presentación de su candidatura; disfrutar de todos los derechos civiles; residir en Chad; y, estar en plena facultad física y mental y buena moral. Si el candidato perteneciera a las fuerzas armadas o los grupos de seguridad pública deberá ser licenciado.
Los candidatos deberán presentar sus candidaturas ante la Corte Suprema entre 60 y 40 días antes de las elecciones y será esta corte la que publique las candidaturas aceptadas 30 días antes de las elecciones presidenciales. Estas tendrán lugar 35 días antes de la finalización del mandato presidencial en vigor (artículo 69). La Corte Suprema proclamará al vencedor de las elecciones 5 días después de la publicación de los resultados electorales pero si existe alguna objeción por los resultados deberá ser tratada durante los 15 días siguientes. Si la Corte Suprema rechaza la objeción tras su estudio proclamará al vencedor 10 días después (artículo 73). Una vez elegido, deberá realizar su juramento (artículo 75) y su declaración de bienes (artículo 77) ante la Corte Suprema.

## Mandato presidencial
Según la constitución de 2018, el presidente es elegido para un mandato de seis años renovable para otro. Durante dicho mandato el presidente no podrá ejercer otra responsabilidad estatal ni laboral así como tampoco podrá comprar o arrendar cualquier propiedad estatal (artículo 78). 
En el caso de incapidad temporal o en ausencia del presidente, será un miembro del consejo de ministros el que ejerza la presidencia interina según determine la presidencia del país (artículo 80). En el caso de que quedara vacante por fallecimiento, renuncia, destitución o incapacidad declarada por la Corte Suprema, será el presidente de la Asamblea Nacional quien acceda al poder con las mismas facultades constitucionales salvo para la convocatoria de referéndum, la destitución de miembros del gobierno, la disolución de la Asamblea Nacional y la declaración del estado de emergencia (artículo 81). Las elecciones para la elección del nuevo presidente deberán ser convocadas entre 90 y 45 días dede el inicio del periodo vacante.
Durante su mandato el presidente no es responsable de los actos en el ejercicio de sus funciones salvo en casos de traición pudiendo ser juzgado por la Corte Suprema (artículo 157)

## Facultades constitucionales
Como indica el artículo 84, el presidente de la República es el Jefe del Estado, Jefe del Gobierno y de la Administración. En tal carácter, determina y conduce la política de la Nación y ejerce la potestad reglamentaria. 
Como Jefe del Gobierno presidirá el Consejo de Ministros. El presidente nombra a los miembros del Gobierno y determina sus funciones. Los ministros serán responsables ante el presidente (artículo 85) salvo en casos previstos de interpelación de la Asamblea Nacional a cualquier ministro (artículo 106). Comparte la iniciativa legislativa con la Asamblea Nacional, promulga las leyes, exigir una nueva deliberación de las leyes o partes de las mismas durante los primeros quince días de su aprobación (artículo 87). Como jefe de Estado, puede someter a referéndum tratados internacionales y leyes sobre la organización del Estado previa autorización de la Corte Suprema. Así mismo, puede someter a referéndum cualquier tema o ley (artículo 88 y 89). También ejerce el derecho de gracia (artículo 91).
Las funciones del presidente también afectan a la política exterior del país, ya que es potestad del presidente dirigir la política exterior, nombra a los embajadores de Chad en el extranjero y acreditar a los embajadores extranjeros. En materia de defensa, el presidente ejerce como comandante en jefe de las fuerzas armadas, dirige la defensa del país y preside los organismos y consejos de defensa militar. 
En las relaciones con el poder legislativo, representado por la Asamblea Nacional, requerirá de la aprobación de la Asamblea Nacional para declarar la guerra (artículo 129), la ampliación de los estados de sitio y de urgencia (artículo 130), el mantenimiento de tropas fuera de Chad que exceda de los 4 meses (artículo 131), la votación de leyes y la aprobación del presupuesto nacional (artículo 133 y 136). En caso de falta de entendimiento entre el ejecutivo y el legislativo, el presidente podrá decretar la disolución de la Asamblea Nacional. Debiendo convocar elecciones en el plazo de 45 días tras su disolución. El presidente podrá dirigirse a la Asamblea Nacional. 
Todos los actos del presidente requerirán la firma del ministro responsable (artículo 100).

## Lista de jefes de Estado (1960-actualidad)
| Espectro político                        |
| ---------------------------------------- |
| PPT/MNRCS FROLINAT MPLT UNIR MSP Militar |

| #   | Nombre                                   | Nombre                     | Nombre                                                                                | Inicio                                         | Final                                          | Partido   | Elecciones |
| --- | ---------------------------------------- | -------------------------- | ------------------------------------------------------------------------------------- | ---------------------------------------------- | ---------------------------------------------- | --------- | ---------- |
| 1.º |                                          |                            | François Tombalbaye (1918-1975) Presidente de la República                            | 11 de agosto de 1960                           | 13 de abril de 1975                            | PPT/MNRCS | 1962 1969  |
| -   |                                          |                            | Noël Milarew Odingar (1932-2007) Presidente interino de la República                  | 13 de abril de 1975                            | 15 de abril de 1975                            | Militar   | -          |
| -   |                                          |                            | Félix Malloum (1932-2009)                                                             | Presidente del Consejo Militar Supremo         | Presidente del Consejo Militar Supremo         | Militar   | -          |
| -   | 15 de abril de 1975                      | 29 de agosto de 1978       | Félix Malloum (1932-2009)                                                             |                                                |                                                | Militar   | -          |
| 2.º | Presidente de la República               | Presidente de la República | Félix Malloum (1932-2009)                                                             |                                                |                                                | Militar   | -          |
| 2.º | 29 de agosto de 1978                     | 23 de marzo de 1979        | Félix Malloum (1932-2009)                                                             |                                                |                                                | Militar   | -          |
| -   |                                          |                            | Goukouni Oueddei (n.1944) Presidente del Gobierno de Unión Nacional de Transición     | 23 de marzo de 1979                            | 29 de abril de 1979                            | FROLINAT  | -          |
| -   |                                          |                            | Lol Mohamed Shawa (1939-2019) Presidente del Gobierno de Unión Nacional de Transición | 29 de abril de 1979                            | 3 de septiembre de 1979                        | MPLT      | -          |
| -   |                                          |                            | Goukouni Oueddei (n.1944) Presidente del Gobierno de Unión Nacional de Transición     | 3 de septiembre de 1979                        | 7 de junio de 1982                             | FROLINAT  | -          |
| -   |                                          |                            | Hissène Habré (1942-2021)                                                             | Presidente del Consejo de Comando de las FF.AA | Presidente del Consejo de Comando de las FF.AA | FROLINAT  | -          |
| -   | 7 de junio de 1982                       | 19 de junio de 1982        | Hissène Habré (1942-2021)                                                             |                                                |                                                | FROLINAT  | -          |
| -   | Presidente del Consejo de Estado         |                            | Hissène Habré (1942-2021)                                                             |                                                |                                                | FROLINAT  | -          |
| -   | 19 de junio de 1982                      | 21 de octubre de 1982      | Hissène Habré (1942-2021)                                                             |                                                |                                                | FROLINAT  | -          |
| 3.º |                                          | Presidente de la República | Presidente de la República                                                            | UNIR                                           |                                                |           | -          |
| 3.º | 21 de octubre de 1982                    | 2 de diciembre de 1990     | Hissène Habré (1942-2021)                                                             | UNIR                                           |                                                |           | -          |
| -   |                                          |                            | Idriss Déby (1952-2021)                                                               | Presidente del Consejo de Estado               | Presidente del Consejo de Estado               | MSP       | -          |
| -   | 2 de diciembre de 1990                   | 4 de marzo de 1991         | Idriss Déby (1952-2021)                                                               |                                                |                                                | MSP       | -          |
| 4.º | Presidente de la República               | Presidente de la República | Idriss Déby (1952-2021)                                                               | 1996 2001 2006 2011 2016 2021                  |                                                | MSP       |            |
| 4.º | 4 de marzo de 1991                       | 20 de abril de 2021        | Idriss Déby (1952-2021)                                                               | 1996 2001 2006 2011 2016 2021                  |                                                | MSP       |            |
| -   |                                          |                            | Mahamat Déby Itno (1984-)                                                             | Presidente del Consejo Militar de Transición   | Presidente del Consejo Militar de Transición   | Militar   | -          |
| -   | 20 de abril de 2021                      | 10 de octubre de 2022      | Mahamat Déby Itno (1984-)                                                             |                                                |                                                | Militar   | -          |
| -   | Presidente de Transición de la República |                            | Mahamat Déby Itno (1984-)                                                             |                                                |                                                | Militar   | -          |
| -   | 10 de octubre de 2022                    | 23 de mayo de 2024         | Mahamat Déby Itno (1984-)                                                             |                                                |                                                | Militar   | -          |
| 5.º |                                          | Presidente de la República | Presidente de la República                                                            | MSP                                            | 2024                                           |           |            |
| 5.º | 23 de mayo de 2024                       | En el cargo                | Mahamat Déby Itno (1984-)                                                             | MSP                                            | 2024                                           |           |            |